# Рудольф Еріх Распе
Рудольф Еріх Распе (нім. Rudolf Erich Raspe; березень 1736 — листопад 1794) — німецький бібліотекар, письменник та науковець, відомий переважно через свою книгу «Неймовірні пригоди барона Мюнхаузена».

### Біографія
Рудольф Еріх Распе народився в Ганновері. Вивчав філологію та природничі науки в університетах Лейпцига та Геттінгена, у 1762—1766 роках працював в університетських бібліотеках. 1766 року пише один із перших лицарських романів «Гермін та Гунільда». Пізніше переїхав до міста Кассель, де став викладачем у колегії Каролінум та охоронцем колекції монет і коштовностей ландграфа Гессе-Касселю. Через знання давньоанглійської поезії Распе здобув академічну славу, а в 1769 був обраний до Лондонського королівського товариства після публікації роботи про кістки та зуби слонів та інших тварин, знайдених у Північній Америці та інших арктичних регіонах світу. Також він писав статті з мінералогії, геології, літографії та на тему музичних інструментів. У 1771 році одружився.
У 1775 році Распе був вимушений тікати спочатку до Голландії, а потім до Англії — виявилось, що він продавав коштовності та дорогі медалі ландграфа, щоб розрахуватися з боргами.
У 1776 році опублікував книжку про німецькі вулкани.
Після виключення з Королівського товариства він влаштувався на роботу до Джона Сінклера як гірничий експерт у Корнуолі. У цей період Распе створює Розповідь барона Мюнхаузена про його дивовижні мандри (1785), опубліковану анонімно. Як джерело він використовував Історії полювання Мюнхаузена, що з'явилися в берлінському журналі. Деякі історії були складені власне Распе — в них відчувається вплив Мандрів Гуллівера Свіфта. Вважають, що Распе знав славнозвісного барона, коли жив у Геттінгені — принаймні він був знайомий з його родичем.
Помер у 1794 році від черевного тифу в Кілларні (Ірландія).